# 理想哲学選書
理想哲学選書（りそうてつがくせんしょ）とは、理想社が発行した哲学の選書のこと。

## 収録書目
- 小川侃『自由への構造…現象学の視点からのヨーロッパ政治哲学の歴史』（原著1996年9月25日）。ISBN 4650001900。
- 中島義道『カントの時間構成の理論』（原著1995年6月）。ISBN 9784650001815。
- 奥村敏『反デカルト的省察』（原著1987年11月）。
- 宮原勇『現象学の再構築』（原著1988年6月）。
- 四日谷敬子『歴史における詩の機能…ヘーゲル美学とヘルダーリン』（原著1989年3月）。
- 小林道憲『ヘーゲル『精神現象学』の考察…否定性の根拠を巡って』。
- 井上義彦『カント哲学の人間学的地平』（原著1990年7月）。
- 北岡崇『“光”の探究…イエス・プラトン・ニーチェ論稿』（原著1994年4月）。ISBN 9784650001877。
- 三富明『永劫回帰思想と啓蒙の弁証法』（原著1995年10月）。ISBN 9784650001884。